# Альмштедт
Альмштедт (нем. Almstedt) — община в Германии, в земле Нижняя Саксония.
Входит в состав района Хильдесхайм. Подчиняется управлению Зиббессе. Население составляет 957 человек (на 31 декабря 2010 года). Занимает площадь 9,92 км².
| Год  | Население |
| ---- | --------- |
| 1990 | 1028      |
| 1995 | 1073      |
| 2000 | 1028      |
| 2005 | 1005      |
| 2010 | 947       |